# Medea (Eleni Karaindrou)
Medea is een studioalbum van Eleni Karaindrou. Karaindrou en haar muzikanten verzorgde de muziek bij een viertal voorstellingen van een bewerking van dit toneelstuk van Euripides onder leiding van Antonis Antypas. Twee daarvan vonden plaats in juli 2011 in het Theater van Epidaurus en twee in september in Odeion van Herodes Atticus in Athene. De hoofdrol was weggelegd voor Amalia Moutousi,  Nog voordat het toneelstuk werd uitgevoerd nam Karaindrou de muziek op in de Studio Sierra in Athene.

## Musici
- Sokratis Sinopoulos – Constantinopelse luit, lyra
- Harris Lambrakis – ney
- Nikos Guinoa, Marie-Cécile Boulard, Alexandros Arkadopoulos – klarinet
- Yiorgos Kaloudis – cello
- Andreas Katsigiannis – cimbalom
- Andreas Papas – bendir
- Eleni Karaindrou – stem
- Antonis Kantogeorgiou – koordirigent van een dameskoor bestaande uit vijftien zangeressen waaruit Sotiria Rouvouli soleert in track 15 en Penelope Sergounioti in track 13

## Muziek
| Nr. | Titel                                                            | Duur |
| --- | ---------------------------------------------------------------- | ---- |
| 1.  | Argo’s voyage (Karaindrou)                                       | 1:41 |
| 2.  | Ceremonial procession (Karaindrou)                               | 3:47 |
| 3.  | On the way to exile (Karaindrou)                                 | 4:51 |
| 4.  | The haze of mania (Karaindrou)                                   | 1:14 |
| 5.  | Medea’s lament I (Karaindrou, Tekst:Giorgos Cheimonas)           | 1:46 |
| 6.  | Woman of mourning (Karaindrou)                                   | 1:20 |
| 7.  | Medea’s lament II (Karaindrou, Tekst:Giorgos Cheimonas)          | 1:45 |
| 8.  | Loss (Karaindrou)                                                | 1:43 |
| 9.  | Backwards to their sources (Karaindrou, Tekst:Giorgos Cheimonas) | 3:40 |
| 10. | A sinister decision (Karaindrou)                                 | 3:55 |
| 11. | Love’s great malevolence (Karaindrou, Tekst:Giorgos Cheimonas)   | 3:22 |
| 12. | For the sake off a Greek’s words (Karaindrou)                    | 1:51 |
| 13. | Do not kill your children, Tekst:Giorgos Cheimonas (Karaindrou)  | 4:30 |
| 14. | An unbearable song (Karaindrou)                                  | 1:21 |
| 15. | All hope is lost, Tekst:Giorgos Cheimonas (Karaindrou)           | 3:24 |
| 16. | The night of killing (Karaindrou)                                | 2:48 |
| 17. | Silence (Karaindrou, Tekst:Giorgos Cheimonas)                    | 2:09 |